# Neohelix
Neohelix Ihering, 1892 è un genere di molluschi gasteropodi terrestri della famiglia Polygyridae.

## Tassonomia
Comprende le seguenti specie:
- Neohelix albolabris (Say, 1817)
- Neohelix alleni (Wetherby in Sampson, 1883)
- Neohelix dentifera (A. Binney, 1837)
- Neohelix divesta (Gould, 1851)
- Neohelix lioderma (Pilsbry, 1902)
- Neohelix major (A. Binney, 1837)
- Neohelix solemi Emberton, 1988